# 心跳的秘密
「心跳的秘密」（日语：鼓動の秘密）東京女子流的1st專輯。2011年5月4日由avex trax發售。

## 收錄曲
1. Intro〜心跳的秘密（TGS04）
作詞：c.close 作曲：Sho Watanabe
2. Love like candy floss（TGS09）
作詞：rom△ntic high 作曲：BOUNCEBACK 編曲：Hiroshi Matsui
3. 向日葵和星星的碎片（TGS05）
作詞：c.close 作曲：Quadraphonic 編曲：Hiroshi Matsui
4. 加油 無論何時 我都相信你（TGS03）
作詞：Kiyoshi Ibe・c.close 作曲：Chiho Kiyooka 編曲：Hiroshi Matsui
5. 再見，謝謝。（TGS08）
作詞：c.close 作曲：Daisuke Suzuki
6. Attack Hyper Beat POP（TGS10）
作詞：c.close 作曲：Shinjiro Inoue
7. 心心相印（TGS02）
作詞：c.close　作曲：Miki Fujisue　編曲：Hiroshi Matsui
8. 夕陽煙火（TGS06）
作詞：c.close 作曲：Kana Yabuki
9. 一定 不會忘記、（TGS07）
作詞：c.close 作曲・編曲：Hiroshi Matsui
10. 孤獨的盡頭～月亮在哭泣～（TGS11）
作詞：c.close 作曲：Earth Pine Producions..
11. 閃耀☆Album Mix〜Outro…（TGS01）
作詞：c.close　作曲：Yusuke Yamamoto　編曲：Hiroshi Matsui
12. 心心相印 -中国語 ver. -（心心相印） - 只有封面C盤收錄。

### DVD
只有封面B。收錄『キラリ☆』至『鼓動の秘密』的PV、Making影像、初回限定盤追加影像（只有初回限定盤）。

## 外部連結
- YouTube上的東京女子流 / おんなじキモチ -中国語ver.-　~心心相印~ (音樂影片)

官方網站
- 東京女子流＊（TOKYO GIRLS' STYLE）オフィシャルサイトディスコグラフィ